# Supreme Headquarters Allied Expeditionary Force
Quartier général des forces alliées en Europe nord-occidentale
Ne doit pas être confondu avec Commandement suprême des forces alliées.
Le Supreme Headquarters Allied Expeditionary Force (SHAEF) est le quartier général des forces alliées en Europe nord-occidentale, de fin 1943 à la fin de la Seconde Guerre mondiale. Dwight David Eisenhower en est le général en chef.

## Historique

### Le COSSAC
Lors de la conférence inter-alliée d’Anfa à Casablanca le 14 janvier 1943, il est décidé de la création d’une structure temporaire, chargée d'entamer la planification d'un débarquement sur le front de l’Ouest. Un chef d'état-major est alors nommé, avec le titre de COSSAC (Chief of Staff to Supreme Allied Commander). Ce poste est confié au général britannique Frederick E. Morgan, assisté du général américain Ray Barker (en).
La mission du COSSAC était de préparer des plans pour :
1. Réaliser une opération de diversion (Opération Cockade) visant à alléger la pression allemande sur les opérations des Alliés en Sicile et des Soviétiques sur le front de l'Est, par diverses feintes d'attaque en Europe occidentale. Les Alliés espéraient contraindre la Luftwaffe à une bataille aérienne massive avec la Royal Air Force et l'US Eighth Air Force, et obtenir ainsi définitivement la supériorité aérienne en Europe ;
2. Être prêt à libérer l'Europe en cas de d'effondrement soudain de l'Allemagne avec toutes les forces disponibles sur le moment ;
3. Réaliser un assaut massif sur l'Europe pour 1944.

Le COSSAC tint sa première réunion le 17 avril 1943 et permit d’effectuer rapidement quelques choix. Après les enseignements tirés du fiasco du débarquement de Dieppe, les grands principes suivants avaient été posés :
- la capture d’un port d’envergure était vitale ;
- le rayon d’action de l’aviation imposait une intervention dans une zone située entre Knokke et Cherbourg ;
- les plages devaient être assez vastes pour donner suffisamment de liberté aux troupes et matériels.

### Le SHAEF
Le 6 décembre 1943, le général d'armée Dwight D. Eisenhower fut désigné Supreme Commander Allied Expeditionary Force (commandant suprême des Forces expéditionnaires alliées) et son état-major devint le SHAEF (Supreme Headquarters Allied Expeditionary Force, ou « État-major suprême des Forces expéditionnaires alliées »), installé à Camp Griffiss (en) à Bushy Park ; il absorba le COSSAC. Cet état-major retravailla le plan de l'opération Overlord créé par Frederick E. Morgan et Ray Barker jusqu'à sa version finale, qui fut exécutée lors du débarquement de Normandie. Walter B. Smith devint le chef de l'état-major d'Eisenhower et Morgan le chef d'état-major adjoint. Le commandement des forces terrestres pour la partie initiale de l'invasion fut assuré par le général Bernard Montgomery.

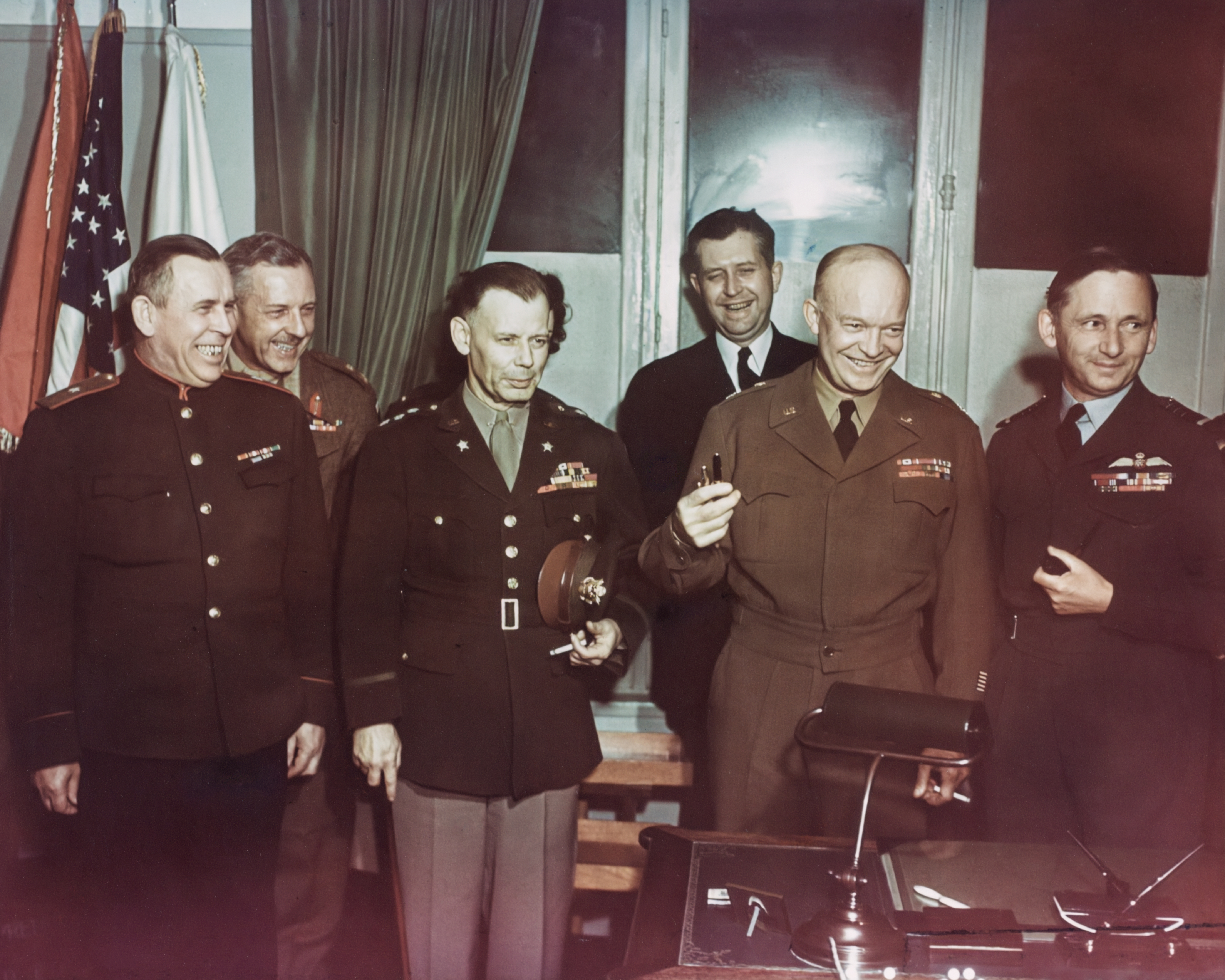
Les membres du SHAEF le 7 mai 1945 guerre mondiale : Eisenhower tient les stylos de la reddition en son quartier général de Reims avec de gauche à droite Sousloparov (Armée rouge), Morgan (British Army), Bedell Smith (US Army), Butcher (US Navy), Tedder (Royal Air Force).

Le SHAEF resta au Royaume-Uni jusqu'à ce que suffisamment de forces fussent déployées pour justifier son transfert en France. À ce moment-là, Bernard Montgomery cessa de commander l'ensemble des forces terrestres, mais continua en tant que commandant en chef du 21e groupe d’armées britannique (21st AG) sur l'aile « est » de la tête de pont en Normandie, et le 12e groupe d'armées des États-Unis (12th AG) commandé par le lieutenant général Omar Bradley fut créé à l'aile « ouest » de la tête de pont. Alors qu'une percée avait lieu en Normandie , les Alliés lancèrent l'invasion de la France méridionale, le 15 août 1944 avec le 6e groupe d'armées des États-Unis (6th AG) sous le commandement du lieutenant-général Jacob L. Devers. Lors de l'invasion du Sud de la France, le 6th AG était sous le commandement du Quartier général des Forces alliées (Allied Forces Headquarters) du théâtre des opérations méditerranéen, mais au bout d'un mois il passa sous le commandement du SHAEF dont un PC avancé fut successivement déplacé à Bayeux, Saint-Lô et Jullouville. En septembre 1944, le SHAEF principal prit place à l'hôtel Trianon Palace à Versailles et un poste avancé s'établit à Reims où furent signés huit mois plus tard les Actes de capitulation du Troisième Reich, le 7 mai 1945. Le 26 avril 1945, un autre poste avancé du SHAEF s'installa à Francfort. Après la capitulation de l'Allemagne, les PC avancés et principaux du SHAEF s'établirent définitivement à Francfort pour organiser le démantèlement de l'armée allemande. Comprenant plus de seize mille officiers et hommes de troupe à cette période, le SHAEF fut dissous le 14 juillet 1945.

#### Forces sous son commandement

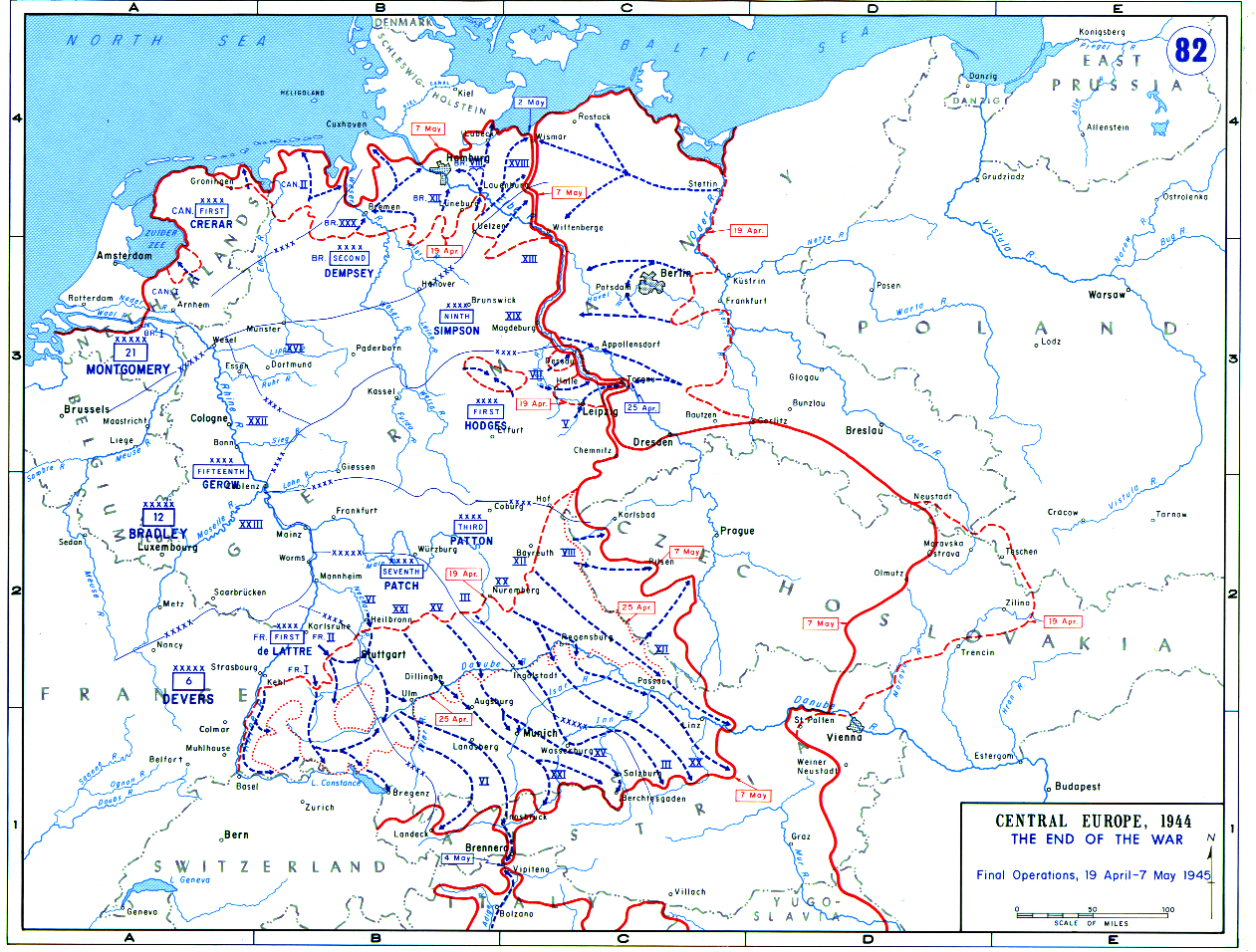
Carte des opérations, 19 avril 1945- - 7 mai 1945. Du nord au sud sur le front de l'Ouest se situent les 21e, 12e et 6e groupes d'armées.

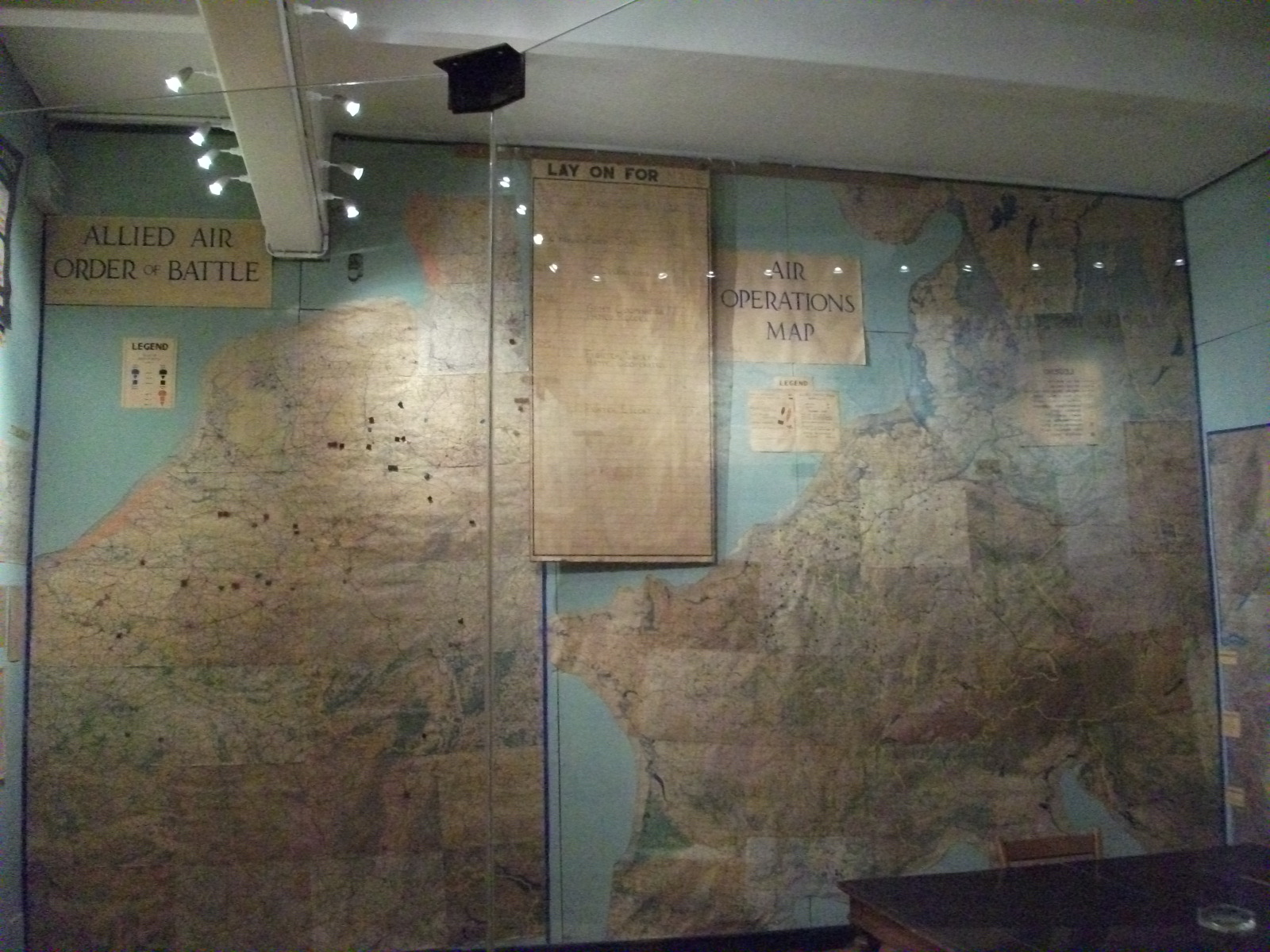
Salle de planification des opérations alliées.

Le SHAEF commande un grand nombre de formations opérant sur le front de l'Ouest, principalement des forces terrestres de l'US Army, de la British Army, de l'armée canadienne et celles de l'armée française de la Libération ; ces unités forment un total de trois groupes d'armées, contrôlant un total de huit armées :
- 1re armée aéroportée alliée ;
- 21e groupe d’armées britannique :
  - 1st Canadian Army,
  - 2nd British Army ;
- 12e groupe d'armées des États-Unis :
  - 1st United States Army,
  - 3rd United States Army,
  - 9th United States Army,
  - 15th United States Army ;
- 6e groupe d'armées des États-Unis :
  - 1re armée française,
  - 7th United States Army.

Le SHAEF contrôla de grandes forces navales durant l'Opération Neptune, la phase d'assaut d'Overlord, ainsi que deux forces aériennes tactiques : la 9th USAAF et la RAF Second Tactical Air Force. Les forces de bombardement stratégique alliées basées au Royaume-Uni furent également sous son commandement durant Overlord.

#### Structure du SHAEF

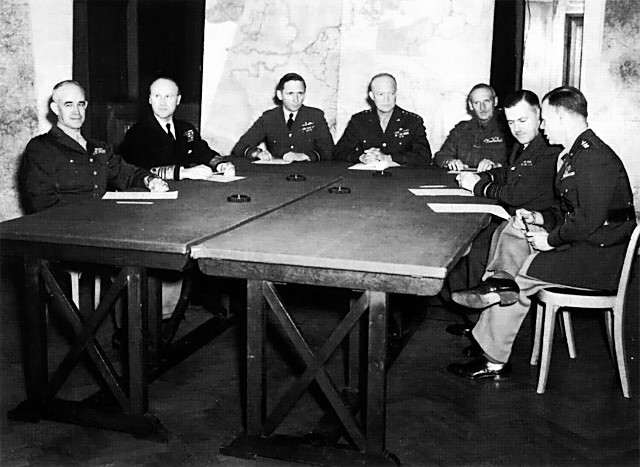
Photo prise à Londres, en février 1944, planification de l'invasion alliée. De gauche à droite : Omar Bradley, Bertram Ramsay, Arthur Tedder, Dwight Eisenhower, Bernard Montgomery, Trafford Leigh-Mallory, Walter Bedell Smith.

- Commandant suprême des forces Alliés : le général Dwight D. Eisenhower
- Chef adjoint des forces Alliées : le air chief marshal Arthur Tedder
- Les commandants des forces terrestres :
  - le field marshal Bernard Montgomery (21e groupe d'armées) ;
  - le lieutenant-général Omar Bradley (12e groupe d'armées) ;
  - le lieutenant-général Jacob L. Devers (6e groupe d'armées) ;
- Commandant des forces aériennes : le air marshal Trafford Leigh-Mallory ;
- Commandant des forces navales : l’amiral Bertram Ramsay qui avait dirigé les débarquements de l'opération Torch en Afrique du Nord.

Le principal interlocuteur français auprès du SHAEF fut le général Marie-Pierre Kœnig, même si les contacts etaient également fréquents avec Juin (et son adjoint Sevez) ou de Gaulle lui-même. Le général soviétique Ivan Sousloparov fut pour sa part représentant de l'URSS auprès du SHAEF.
En juillet 1944, 4 914 hommes faisaient partie du SHAEF. Au 1er janvier 1945, on comptait 16 000 hommes dont 2 700 officiers et en mai 1945, 30 000 militaires et civils dont 996 correspondants de guerre